# Анестетики
Анестезуючі засоби — медичні препарати, що знижують чутливість, в основному до болю, для виникнення стану штучної анестезії. Анестезія може також виникнути в результаті нервових розладів.

## Історія
Вважають, що грецький філософ Діоскорід першим застосував термін «анестезія»  в I столітті н.е. для опису наркотикоподібної дії мандрагори (діючий початок — м-холінолітик скополамін).
У 1721 році в універсальному етимологічному англійському словнику було дано визначення терміна «анестезія» — «дефіцит чутливості». У Британській енциклопедії 1771 року під анестезією розумілося «позбавлення почуттів».
Ще єгиптяни намагалися викликати втрату чутливості на шкірі, прикладаючи жир священного нільського крокодила. Вони також виготовляли різні п'янкі та анестезувальні засоби, головними складовими частинами яких були індійська конопля і опій.
Покривлений альраунний корінь (Atropa mandragora) також часто згадують серед старовинних анестезувальних препаратів. У країнах, розташованих ближче до півночі, основним засобом загальної анестезії був етиловий спирт, з яким людство у вигляді пива і вина знайоме понад 6 000 років.
До середини XIX століття як анестетик в основному використовували хлороформ, Вільям Томас Грін Мортон вперше ввів в практику застосування діетилового ефіру.

## Механізм дії
Більшість анестетиків є блокаторами іонних каналів.
Розрізняють місцеві та загальні (системні) анестетики.